# ملعب سابوتو

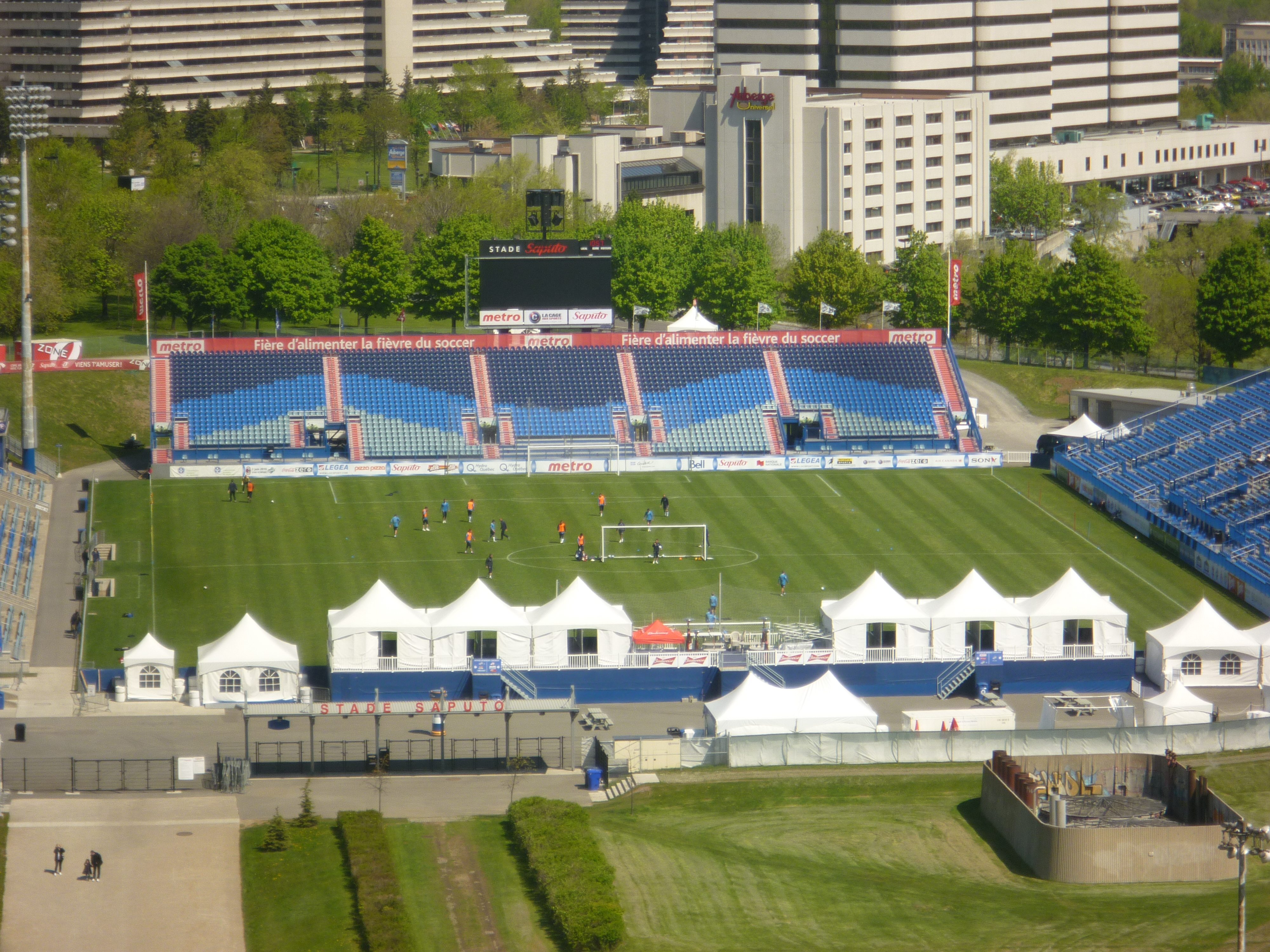

ملعب سابوتو هو ملعب كرة قدم يقع في مدينة مونتريال الكندية . يسع الملعب لجلوس 13,034 متفرج . يعتبر الملعب الرسمي الذي يخوض فيه منتخب كندا مبارياته الدولية . تم افتتاح الملعب في 21 مايو 2008 .